# Männer (Zeitschrift)
Männer war ein zwischen 1987 und 2017 monatlich erscheinendes Lifestylemagazin hauptsächlich für Schwule vom Bruno Gmünder Verlag aus Berlin.
Das Magazin war führend auf dem deutschen Markt kommerzieller schwuler Presse, frei von Pornografie, aber mit künstlerischen und erotischen Männerfotografien und -akten. Es widmete sich vor allem aktuellen politischen Themen und Themen des schwulen Zeitgeistes.
Seit 2019 ist männer* als Onlinemagazin mit Schwerpunkt Nachrichten, Kultur und Reise für die deutsche LGBTIQ*-Community und als Dachseite der Onlineausgaben der queeren Stadtmagazine hinnerk, blu, GAB, rik und Leo der blu media network GmbH online.

## Geschichte
Erstmals erschien das Magazin unter dem Namen Männer im Jahr 1987 mit dem Grundkonzept Pin-up-Fotos, redaktionelle Beiträge und Kontaktanzeigen. Von der deutschen Justiz kam der Vorwurf, die darin enthaltenen Aktfotos seien jugendgefährdend. Daraufhin wurde es 1989 konzeptionell leicht verändert und erschien fortan unter dem Titel Männer aktuell. Seit Oktober 2007 erschien das Magazin wieder unter seinem ursprünglichen Namen. Zu den Chefredakteuren gehörten u. a. Frank Herrmann, Andreas Tölke, Frank Jaspermöller und Peter Rehberg. Bei den Ausgaben vom März 2011 bis Januar 2013 war Kevin Clarke Chefredakteur. Im Mai 2013 hatte der Theologe und Buchautor David Berger diese Funktion übernommen. Die Welt bemerkte dazu am 28. Mai 2013: „Damit steigt Berger zu einem der wichtigsten Stichwortgeber der schwulen Community in Deutschland auf. Und die Monatszeitschrift Männer erhält einen kampagnenerprobten, weit über die Grenzen der Szene bekannten Chef.“
Bruno Gmünder über die Ausrichtung des Blattes:

„Wir haben immer gesagt, zum schwulen Leben gehört auch Erotik, die Entfaltung, das Sichtbarmachen von Körperlichkeit. Und diese Aspekte gehören auch heute zu den tragenden Elementen von Männer aktuell. Andere Magazine haben sich dem Druck der Werbeagenturen, Politik und Justiz gebeugt und alle Erotik rausgeschmissen, um überhaupt verkäuflich zu sein. Wir haben diesem Druck nie nachgegeben, da uns die Verbindung zur Lebenswelt des Lesers am wichtigsten ist. Alles andere ist nachgeordnet.“

Im Dezember 2014 kündigte die Deutsche AIDS-Hilfe ihre Anzeigenkampagne in Männer und begründete dies mit angeblich rechtspopulistischen und diskriminierenden Äußerungen des Chefredakteurs David Berger im August und November des Jahres. Der Bruno Gmünder Verlag erklärte, sich nicht von Berger zu distanzieren und an ihm festzuhalten, was dem Verlag negative Kritik seitens der Website queer.de eintrug.
Zum 1. Februar 2015 wurde Berger von seiner Tätigkeit freigestellt, Chefredakteur wurde sein bisheriger Stellvertreter Kriss Rudolph.
Im März 2017 wurde die Zeitschrift eingestellt, die Webseite wurde einige Zeit mit aktuellen Nachrichten fortgeführt. Im September 2017 wurde die Webseite mit ihren Socialmedia-Kanälen von der blu Mediengruppe (blu media network GmbH) übernommen. Die Webseitenadresse verwies bis Dezember 2019 auf das Onlinemagazin blu.fm der blu media network GmbH.
Am 20. Dezember 2019 ist männer* als neues Nachrichtenportal der „blu Mediengruppe“ in Betrieb gegangen:
- Früherer Webseitenname: www.m-maenner.de
- Aktuelle Website: männer.media

Gleichzeitig gibt die „blu Mediengruppe“ seitdem das dreimal jährlich erscheinende, gedruckte Gesundheitsmagazin männer*. Gesundheit/Sexualität/Wellbeing heraus.